# Nomada braunsiana
Nomada braunsiana är en biart som beskrevs av Otto Schmiedeknecht 1882. Nomada braunsiana ingår i släktet gökbin, och familjen långtungebin. Inga underarter finns listade i Catalogue of Life.